# Kono Yasui
Kono Yasui (en japonés: 保井 コノ, romanizado: Yasui Kono; prefectura de Kagawa, Japón, 16 de febrero de 1880 – Bunkyō, 24 de marzo de 1971) fue una bióloga y bioquímica celular japonesa. En 1927 se convirtió en la primera mujer japonesa en doctorarse en ciencias.

## Biografía
Yasui nació en la prefectura de Kagawa en 1880. Se graduó por la  Kagawa Prefecture Normal School en 1898 y por la División de Ciencias en la Women's Higher Normal School en 1902. Fue maestra en la Gifu Girls' Higher School  y en la Kanda Girls' School hasta 1905, año en el que el curso de postgrado se estableció en la  Women's Higher Normal School. Fue la primera mujer en ingresar en el curso con una especialización en investigación científica; se enfocó en zoología y botánica. Publicó un artículo sobre el aparato weberiano de las carpas en la revista científica Zoological Science en 1905, convirtiéndose en la primera mujer en publicar en dicha revista. Su investigación sobre el helecho acuático, Salvinia natans, fue publicada en el Journal of Plant Sciences y en la revista británica Annals of Botany, siendo la primera publicación de una investigación realizada por una mujer japonesa en una revista extranjera. Completó el programa de postgrado en la Women's Higher Normal School en 1907 y se convirtió en profesora asistente en la misma escuela.
Cuando Yasui solicitó al Ministerio de Educación japonés que quería estudiar en el extranjero, solo se le permitió hacerlo con la condición de que cursara una "investigación de economía doméstica" junto con su investigación científica, en su solicitud y que comprometiese su vida a la investigación sin casarse. Viajó a Alemania y Estados Unidos en 1914 para realizar investigaciones sobre biología celular en la Universidad de Chicago. También estuvo en la Universidad de Harvard en 1915, donde realizó investigaciones sobre el carbón con el profesor E. C. Jeffrey. Regresó a Japón en junio de 1916 y continuó investigando sobre el carbón en la Universidad Imperial de Tokio (actualmente Universidad de Tokio) hasta 1927. Fue profesora de genética y biología celular en la Women's Higher Normal School en Tokio desde 1918 hasta 1939. Completó su tesis doctoral, "Estudios sobre la estructura del lignito, el carbón oscuro y el carbón bituminoso en Japón", en 1927, lo que la convirtió en la primera mujer en Japón en completar un doctorado en ciencias.
En 1929, Yasui fundó la revista de citología Cytologia. Desde 1924 en adelante, investigó la genética de las amapolas, el maíz y las especies de Tradescantia, y en 1945 comenzó un estudio de las plantas que se habían visto afectadas por la lluvia radiactiva después de los bombardeos atómicos de Hiroshima y Nagasaki. Cuando se estableció la Universidad Ochanomizu con su nombre actual en 1949, Yasui fue nombrada profesora. Se retiró en 1952, convirtiéndose en profesora emérita. En 1957 ya había publicado un total de 99 artículos científicos. Fue galardonada con una medalla de honor de Japón con cinta morada en 1955 y obtuvo la Order of the Precious Crown de tercera clase en 1965. Murió en Bunkyō, Tokio, el 24 de marzo de 1971.